# Ергенек
Ергенек — приставная дверь юрты в виде деревянной резной решётки, которая снаружи занавешивается войлоком (более современная двустворчатая дверь с петлями называется сыкырлауык, «скрипучая»). Высота — 1—1,5 м. В настоящее время «ергенек» также является общим названием для двери юрты.
Мастер, изготовлявший юрту, обычно не делал ергенек, который производился специальными мастерами, «ергенекші». Согласно поверью, мастер, сделавший как юрту, так и дверь, умрёт.